# Dix ans, dix filles
Albums de Tri Yann
Tri Yann an Naoned Suite gallaise
Dix ans, dix filles est le deuxième album du groupe Tri Yann, paru en 1973. De l'aveu même de Tri Yann, ce n'est pas le meilleur album du groupe.

## Titres
| No  | Titre                                                                            | Durée |
| --- | -------------------------------------------------------------------------------- | ----- |
| 1.  | Les Filles de Redon (Bretagne) (Traditionnel/Tri Yann)                           | 3:10  |
| 2.  | Hirvoudoù (Écosse, Bretagne) (Robert Burns/Augustin Conq)                        | 3:34  |
| 3.  | Liberty (Écosse) (Traditionnel)                                                  | 3:57  |
| 4.  | L'Âge de nos vingt ans (Bretagne) (Traditionnel/Tri Yann)                        | 3:00  |
| 5.  | Marv Pontkalleg (Bretagne) (Traditionnel : Barzaz Breiz/Tri Yann)                | 4:34  |
| 6.  | Rond de Saint-Vincent Revival (Bretagne) ( Traditionnel/Tri Yann)                | 3:53  |
| 7.  | Heidless Cross (Écosse) (Traditionnel/Tri Yann)                                  | 2:03  |
| 8.  | Jig (Irlande) (Traditionnel/Tri Yann)                                            | 3:12  |
| 9.  | The Rising O' the Moon (Irlande) (Traditionnel)                                  | 3:01  |
| 10. | Chansonnette pour palper des droits d'auteur (Irlande) (Tri Yann - Traditionnel) | 1:18  |
| 11. | War bont an Naoned (Bretagne) (Traditionnel/Tri Yann)                            | 3:06  |
| 12. | L'abandon... La Saison... (Bretagne) (Traditionnel/Tri Yann)                     | 3:28  |

## Musiciens
- Jean-Paul Corbineau : chant, guitares, cuillères, harmonica
- Jean Chocun : chant, guitares, banjo
- Jean-Louis Jossic : chant, dulcimer, flûte, guimbarde
- Bernard Baudriller : chant, contrebasse, violoncelle, bodhran